# Vitixipha peracta
Vitixipha peracta är en insektsart som beskrevs av Otte, D. och Cowper 2007. Vitixipha peracta ingår i släktet Vitixipha och familjen syrsor. Inga underarter finns listade i Catalogue of Life.